# Gerhard Lamprecht

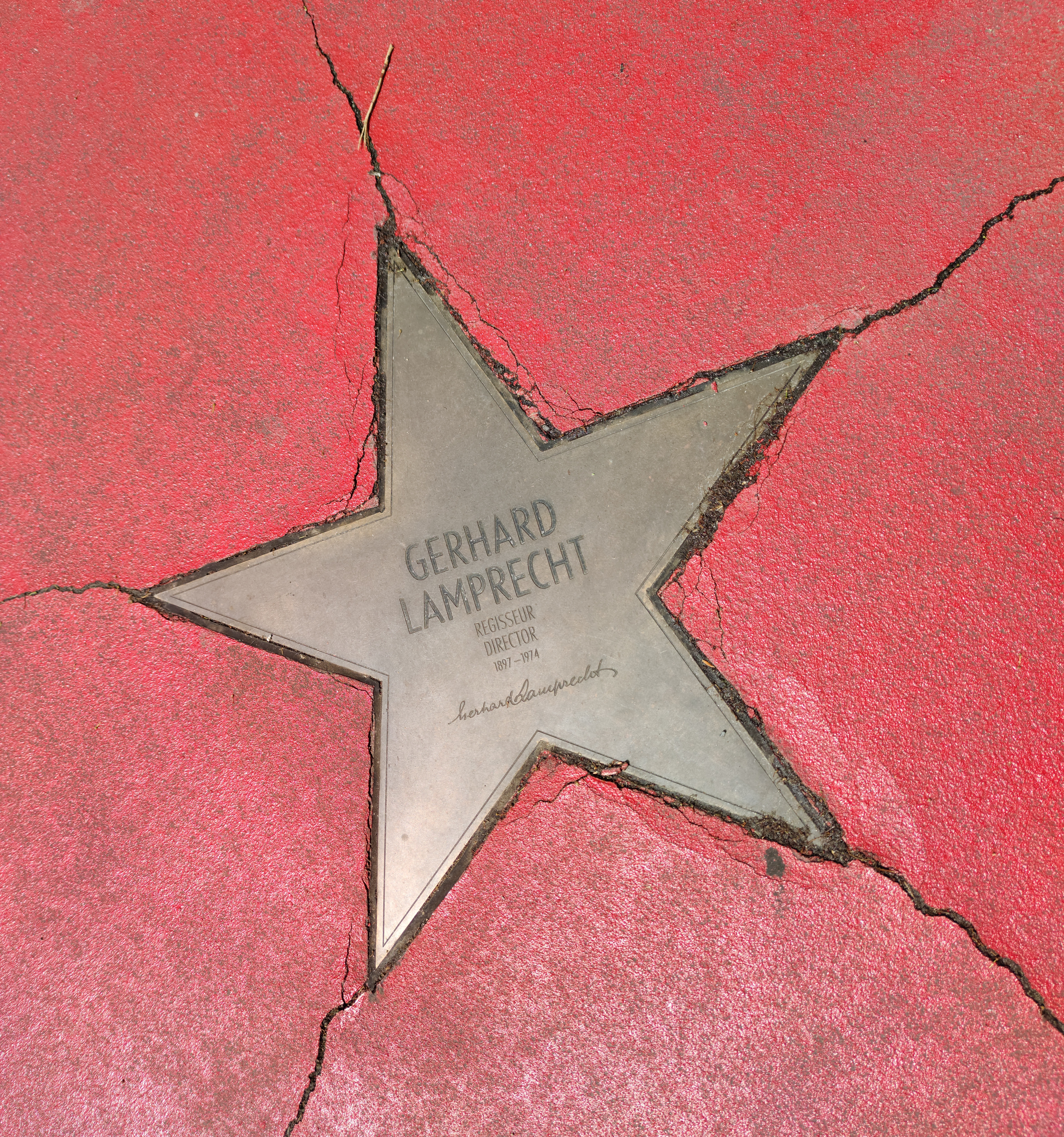
Lamprecht

Gerhard Lamprecht (Berlino, 6 ottobre 1897 – Berlino, 4 maggio 1974) è stato un regista, sceneggiatore e produttore cinematografico tedesco che iniziò a lavorare al tempo del muto.

## Biografia
Nato a Berlino, Gerhard Lamprecht fece il suo debutto come sceneggiatore a sedici anni. Ha studiato storia dell'arte, prendendo anche lezioni di recitazione. Nella sua carriera, durata dal 1918 al 1958, diresse oltre sessanta film e ne sceneggiò circa una trentina. Fu anche produttore e girò qualche film come attore.
Conosciuto internazionalmente come storico e collezionista, fino al 1970 ha lavorato a un catalogo tedesco sul cinema muto, un libro di oltre cinquemila pagine che viene considerato il più importante lavoro sui film tedeschi dal 1903 al 1931.

## Filmografia

### Regista
- Liebe und Trompetenblasen, regia di Alfred Werner (1920)
- Es bleibt in der Familie (1920)
- Die Andere (1924)
- Zweierlei Moral (1931)
- Zwischen Nacht und Morgen (1931)
- La terribile armata (Emil und die Detektive) (1931)
- L'ussaro nero (Der schwarze Hussar) (1932)
- Un certo signor Grant (Ein gewisser Herr Gran) (1933)
- Einmal eine große Dame sein (1934)
- Turandot (Prinzessin Turandot) (1934)
- Turandot, princesse de Chine, co-regia Serge Véber (1935)
- Barcarola (1935)
- Madame Bovary (1937)
- Bandiera gialla (Die gelbe Flagge) (1937)
- Il giuocatore (Der Spieler) (1938)
- Die Geliebte (1939)
- Clarissa (1941)
- Diesel (1942)